# 马来亚铁道83型电力动车组
83型电力动车组是马来亚铁道的电力动车组车型之一，由韩国的現代精工（後已改組成现代Rotem）设计制造，自1996年开始服务于巴生河流域的KTM通勤铁路。

## 技术特点
83型电力动车组是适用于25千伏50赫兹单相交流电气化铁路的动力分散式列车，列车编组形式与较早引进的81型、82型电力动车组相同。列车标准编组为“二动一拖”的3辆编组，由2辆带司机室的控制动车和1辆中间拖车组成，列车亦可以根据实际需要而重联运用。列车采用具有流线型外观的不锈钢车体，每节车厢设有3对双页氣動外挂滑动式车门，客室内采用“2+2”的座位布置方式，列车最大定员为406人，包括216个座席和190个站席。走行部采用无摇枕的空气弹簧转向架。牵引系统由日本的三菱电机公司提供，牵引主电路采用交—直—交流电传动，中间拖车安装了受电弓和单相主变压器等电气设备，动力车安装了GTO-VVVF牵引变流装置和制动斩波器等电气设备。

## 参看
- KTM通勤铁路
- 马来西亚铁路运输